# Conus balteatus pigmentatus
Conus balteatus pigmentatus is een ondersoort van de zeeslakkensoort Conus balteatus, uit het geslacht Conus. De slak behoort tot de familie Conidae. Conus balteatus pigmentatus werd in 1848 beschreven door A. Adams & Reeve. Net zoals alle soorten binnen het geslacht Conus zijn deze slakken roofzuchtig en giftig. Zij bezitten een harpoenachtige structuur waarmee ze hun prooi kunnen steken en verlammen.